# Софія Бранденбурзька (1568—1622)
Софія Бранденбурзька (нім. Sophie von Brandenburg, 6 червня 1568 — 7 грудня 1622) — бранденбурзька принцеса з династії Гогенцоллернів, донька курфюрста Бранденбурґу Йоганна Георга та принцеси Бранденбург-Ансбаської Сабіни, дружина курфюрста Саксонії Крістіана I. Регентка Саксонського курфюрства у 1591—1601 роках (разом із Фрідріхом Вільгельмом Саксен-Веймарським).

## Біографія

### Ранні роки
Народилась 6 червня 1568 року у Флекен Цехліні на бранденбурзьких землях. Була найменшою, одинадцятою, дитиною та восьмою донькою в родині кронпринца Бранденбурґу Йоганна Ґеорґа та його другою дружини Сабіни Бранденбурґ-Ансбаської. Мала старших сестер Ердмуту й Анну Марію, а також єдинокровного брата Йоахіма Фрідріха від першого шлюбу батька. Інші діти померли в ранньому віці до її народження.
Мешкало сімейство у замку Цехлін поблизу Віттштока, де матір займалася вихованням дітей. У 1571 році батько став правлячим курфюрстом Бранденбурґу.
У віці 7 років Софія втратила матір. Йоганн Ґеорґ невдовзі узяв третій шлюб із юною Єлизаветою Ангальт-Цербстською, яка була не набагато старшою від Софії. Від цього союзу принцеса мала одинадцятеро єдинокровних братів і сестер, однак застала лише народження двох старших: Крістіана та Магдалени.

### Шлюбне життя
У 13-річному віці Софія була видана заміж за 21-річного саксонського принца Крістіана. Весілля відбулося 25 квітня 1582 у Дрездені, де пара і оселилася. У них народилося семеро дітей.
У лютому 1586 році Крістіан став правлячим курфюрстом Саксонії, а Софія — курфюрстиною-консортом. Саксонський двір за тих часів був найпишнішим в імперії. Сучасники змальовували правителя як талановиту, але зовсім не освічену людину. До державних справ він був не схильний, віддаючи перевагу полюванню та пияцтву. У 1591 році Крістіан заклав для дружини сад насолод у Дрездені, який згодом отримав назву Сад герцогині (нім. Der Herzogin Garten). Помер після п'яти років правління, залишивши Софію регенткою при їхньому малолітньому синові, разом із герцогом Саксен-Веймару Фрідріх Вільгельмом I, який до 1601 року навіть мав титул «Адміністратор Саксонського курфюрства».

### Удівство

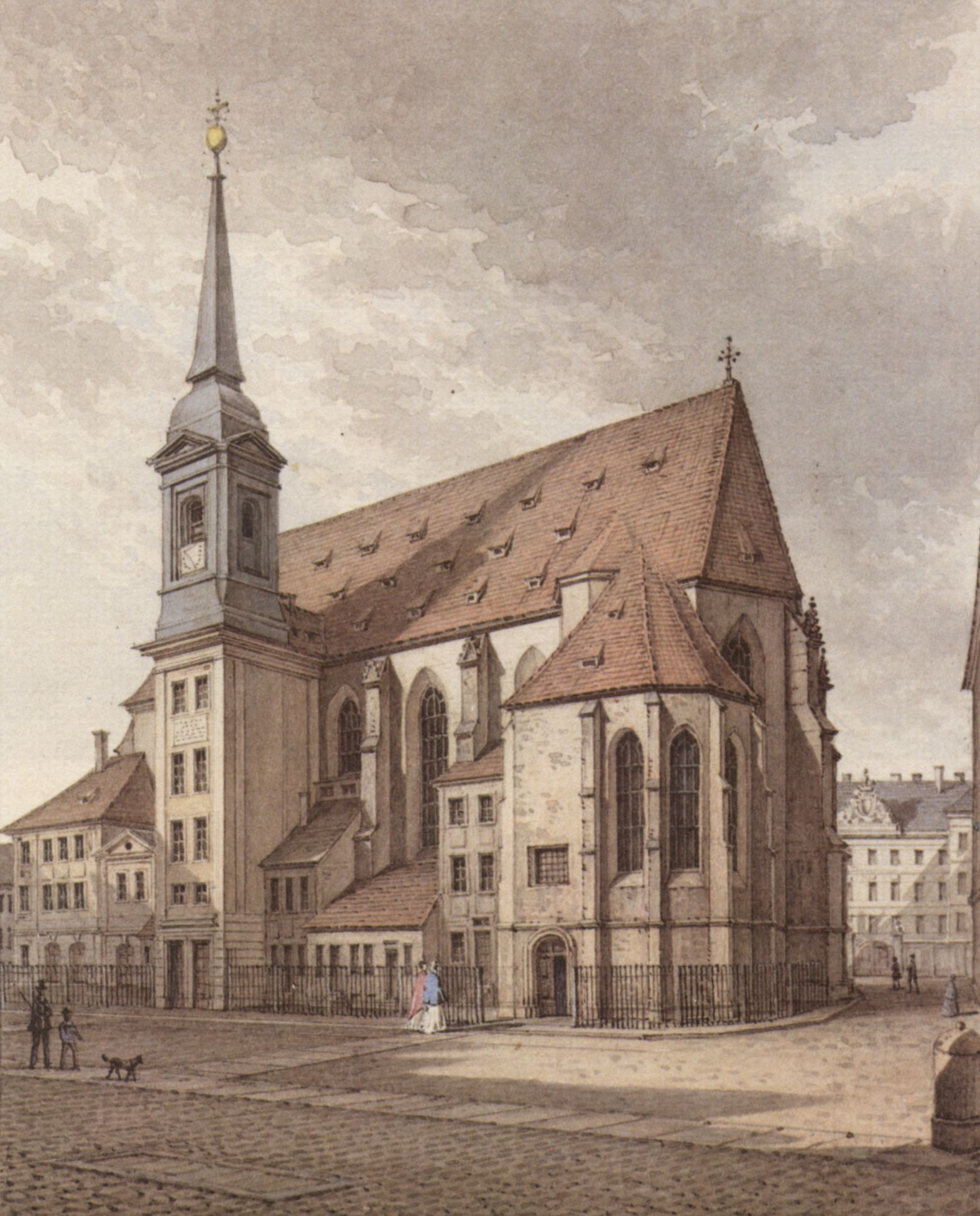
Софієнкірхе у 1852 році

Софія мала славу ортодоксальної лютеранки й боролася з криптокальвінізмом у Саксонії. Після смерті чоловіка звеліла ув'язнити у фортеці Кеніґштайн канцлера-кальвініста Ніколауса Креля, супротивника лютеранської ортодоксії. Згодом він був страчений на Новій площі Дрездена за особистої присутності курфюрстіни. За аналогією з біблейською Юдіф'ю ортодоксальні лютерани іменували Софію «Саксонська Юдіф».
У 1599—1610 роках відновила для служб стару францисканську церква у Дрездені, яка надалі стала йменуватися церквою Святої Софії.
Удовиною резиденцією курфюрстини до 1602 року був замок Рохліц, який за життя її чоловіка використовувався як мисливська резиденція. Будівля вирізнялась комфортом, туди був проведений новий водогін. Згодом, до 1611 року, мешкала у замку Кольдіц, де продовжувала вести будівничі роботи, початі Крістіаном. На додачу до зоопарку та терасних садів, був створений терасований виноградник зі складними сходами та гротами. В останні роки життя мешкала в Будинку жінки-матері у Дрездені. Із 1616 року карбувала власний софійський дукат.
Померла у замку Кольдіц 7 грудня 1622 року. Була похована поруч із чоловіком у північній каплиці Фрайберзького собору.

## Родина

Подвійний портрет Софії та Крістіана

Чоловік —  Крістіан I (курфюрст Саксонії)
Діти:
- Крістіан (1583—1611) — курфюрст Саксонії у 1591—1611 роках, був одруженим із данською принцесою Ядвіґою, дітей не мав;
- Йоганн Георг (1585—1656) — курфюрст Саксонії у 1611—1656 роках, був двічі одруженим, мав дев'ятеро дітей від другого шлюбу;
- Анна Сабіна (25 січня—24 березня 1586) — прожила 2 місяці;
- Софія (1587—1635) — дружина герцога Померанії Франца I, дітей не мала;
- Єлизавета (1588—1589) — прожила 7 місяців;
- Август (1589—1615) — адміністратор єпархії Наумбург-Цайц, був одружений з принцесою Єлизаветою Брауншвейг-Вольфенбюттельською, дітей не мав;
- Доротея (1591—1617) — настоятелька Кведлінбурзького монастиря у 1610—1617 роках.